# Brigata spendereccia

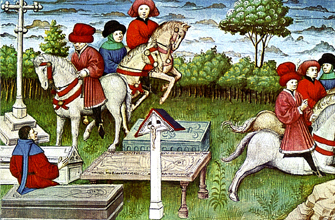
La brigata spendereccia e Guido Cavalcanti, miniatura del XV secolo

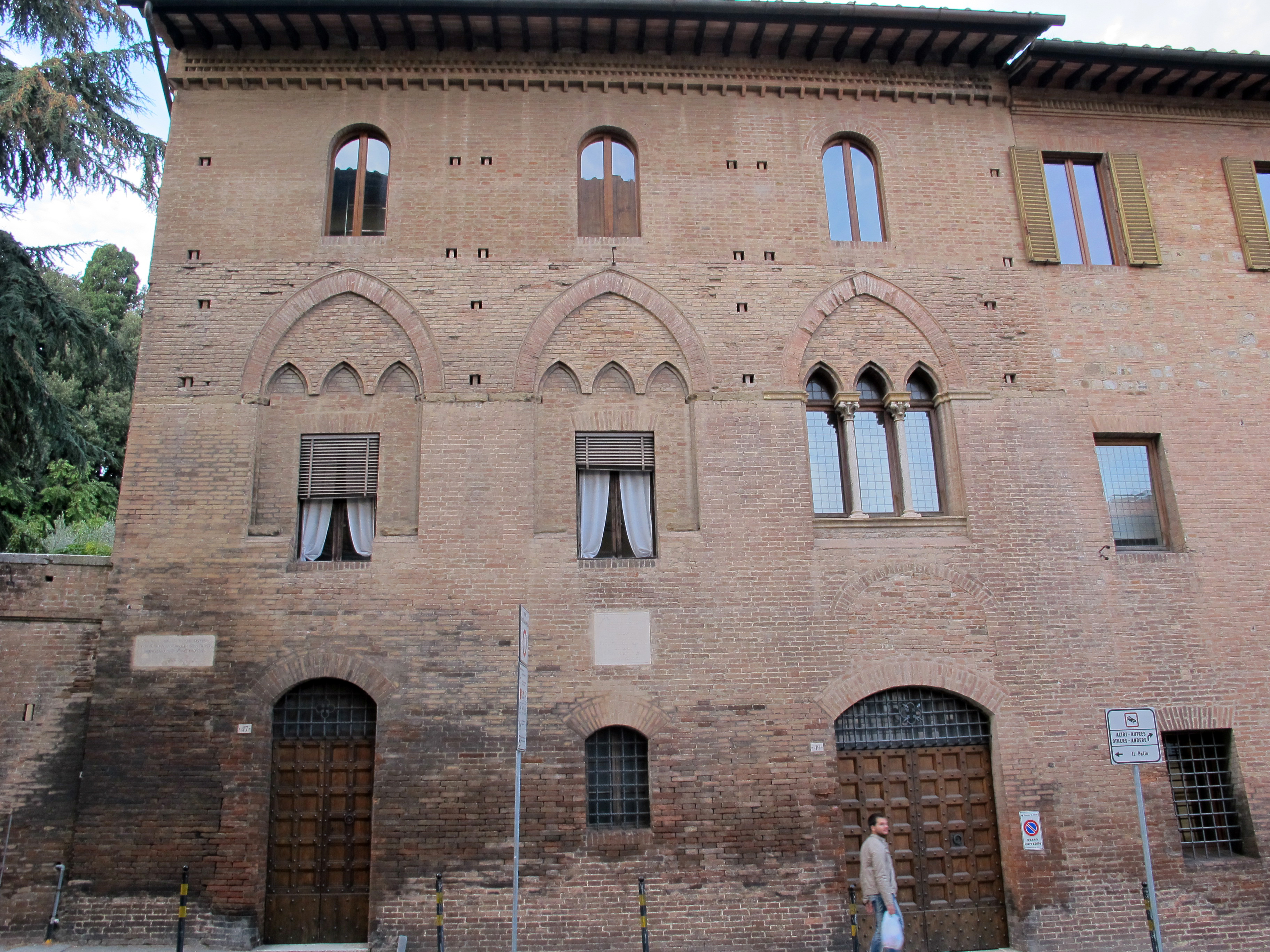
"La Consuma" a Siena

La Brigata spendereccia (o godereccia) era una compagnia di giovani ricchi e scialacquatori che fiorì a Siena nella seconda metà del Duecento. Questa associazione di amici perditempo è citata da alcuni poeti quali Dante Alighieri, Guido Cavalcanti e Boccaccio, il quale dedicò loro la novella 9 della sesta giornata del Decameron.
Essi erano dodici giovani provenienti dalle più nobili e ricche famiglie di Siena che riunirono i loro averi e si diedero alla bella vita e alle folli spese: Benvenuto da Imola racconta che in due anni essi spesero 216000 fiorini, una cifra che rapportata semplicemente al valore aureo del fiorino corrisponde a una somma attuale tra i dodici e i quindici milioni di euro.
Pare che avessero redatto tanto di statuto nel quale misero come obiettivo la fine dei loro denari e che una volta raggiunto, essi si sciolsero. La casa in cui ebbero sede venne detta "la Consuma", ed è un edificio che esiste ancora oggi in via Garibaldi a Siena.
Tra i giovani di questa brigata alcuni vi includono dei personaggi citati da Dante nel Canto XXIX dell'Inferno quali Stricca e Niccolò dei Salimbeni, Niccolò dei Bonsignori, Bartolomeo dei Folcacchieri detto l'Abbagliato, Caccianemico d'Asciano e quel Lano da Siena citato tra gli scialacquatori (Inf. XIII, 120-121).
Il poeta Folgóre da San Gimignano cantò di una brigata nobile e spendereccia ma di diversa collocazione cronologica che non è compatibile con quella dantesca: segno che forse a Siena, allora all'apogeo della sua ricchezza e potenza, ben più di Firenze e le altre città toscane, di tali brigate ve ne erano anche due o più.